# Équipe de République dominicaine de football
Cet article traite de l'équipe masculine. Pour l'équipe féminine, voir Équipe de République dominicaine féminine de football.
Maillots
L'équipe de République dominicaine de football est une sélection des meilleurs joueurs dominicains sous l'égide de la Fédération de République dominicaine de football.

## Histoire
Le football est toujours resté dans l'ombre du baseball qui demeure le sport le plus populaire au pays. Même si la sélection dominicaine ne s'est jamais qualifiée à un tournoi majeur (Coupe du monde ou Gold Cup), elle a disputé deux phases finales de la Coupe caribéenne des nations en 1991 et 2012.
Son plus haut fait d'armes s'est produit le 14 octobre 2010, à l'occasion des qualifications de la Coupe caribéenne des nations 2010, avec une victoire historique 17-0 sur les Îles Vierges Britanniques, match qui reste toujours comme le record de la victoire la plus large en zone CONCACAF.
La sélection dominicaine a atteint son meilleur classement FIFA au mois d'octobre 2013, en se hissant à la 78e place au niveau mondial, la 7e en zone CONCACAF et la 2e en zone Caraïbe (après Cuba, 74e position).
Le 9 octobre 2015, les Quisqueyanos affrontent l'équipe olympique du Brésil en match amical à l'Arena da Amazônia de Manaus. Ils sont surclassés par six buts à zéro.
Sous la houlette de l'entraîneur uruguayen Orlando Capellino, les Dominicains frappent un grand coup en battant le Nicaragua à l'extérieur (0-3), le 8 novembre 2017, avec un grand match d'Edipo Rodríguez, auteur d'un doublé.

## Classement FIFA
| Année              | 1993 | 1994 | 1995 | 1996 | 1997 | 1998 | 1999 | 2000 | 2001 | 2002 | 2003 | 2004 | 2005 | 2006 | 2007 | 2008 | 2009 | 2010 | 2011 | 2012 | 2013 | 2014 | 2015 | 2016 | 2017 | 2018 |
| ------------------ | ---- | ---- | ---- | ---- | ---- | ---- | ---- | ---- | ---- | ---- | ---- | ---- | ---- | ---- | ---- | ---- | ---- | ---- | ---- | ---- | ---- | ---- | ---- | ---- | ---- | ---- |
| Classement mondial | 153  | 164  | 159  | 130  | 144  | 152  | 155  | 157  | 160  | 149  | 171  | 170  | 174  | 136  | 166  | 185  | 190  | 168  | 131  | 93   | 115  | 106  | 154  | 128  | 162  | 154  |

## Résultats

### Parcours en Coupe du monde
| Année | Position     |      | Année         | Position |               | Année | Position |
| 1930  | Non inscrite | 1974 | Non inscrite  | 2010     | Non qualifiée |       |          |
| 1934  | Non inscrite | 1978 | Non qualifiée | 2014     | Non qualifiée |       |          |
| 1938  | Non inscrite | 1982 | Non inscrite  | 2018     | Non qualifiée |       |          |
| 1950  | Non inscrite | 1986 | Non inscrite  | 2022     | Non qualifiée |       |          |
| 1954  | Non inscrite | 1990 | Non inscrite  | 2026     | Non qualifiée |       |          |
| 1958  | Non inscrite | 1994 | Non qualifiée | 2030     | À venir       |       |          |
| 1962  | Non inscrite | 1998 | Non qualifiée | 2034     | À venir       |       |          |
| 1966  | Non inscrite | 2002 | Non qualifiée |          |               |       |          |
| 1970  | Non inscrite | 2006 | Non qualifiée |          |               |       |          |

### Parcours en Gold Cup
| Année | Position      |      | Année         | Position |               | Année | Position |
| 1963  | Non inscrite  | 1991 | Non qualifiée | 2011     | Non qualifiée |       |          |
| 1965  | Non inscrite  | 1993 | Non qualifiée | 2013     | Non qualifiée |       |          |
| 1967  | Non inscrite  | 1996 | Non qualifiée | 2015     | Non qualifiée |       |          |
| 1969  | Non inscrite  | 1998 | Forfait       | 2017     | Non qualifiée |       |          |
| 1971  | Non inscrite  | 2000 | Non qualifiée | 2019     | Non qualifiée |       |          |
| 1973  | Non inscrite  | 2002 | Non qualifiée | 2021     | Non qualifiée |       |          |
| 1977  | Non qualifiée | 2003 | Non qualifiée | 2023     | Non qualifiée |       |          |
| 1981  | Non inscrite  | 2005 | Forfait       | 2025     | 1er tour      |       |          |
| 1985  | Non inscrite  | 2007 | Non qualifiée |          |               |       |          |
| 1989  | Non inscrite  | 2009 | Non inscrite  |          |               |       |          |

### Parcours en Ligue des nations
| Édition   | Ligue | Phase de groupes | Phase de groupes | Phase de groupes | Phase de groupes | Phase de groupes | Phase de groupes | Phase de groupes | Phase finale | Phase finale | Phase finale | Phase finale | Phase finale | Phase finale | Phase finale | Phase finale |
| Édition   | Ligue | Class.           | M                | V                | N                | D                | BM               | BE               | Pays hôte    | Résultat     | M            | V            | N            | D            | BM           | BE           |
| --------- | ----- | ---------------- | ---------------- | ---------------- | ---------------- | ---------------- | ---------------- | ---------------- | ------------ | ------------ | ------------ | ------------ | ------------ | ------------ | ------------ | ------------ |
| 2019-2020 | B     | 3/4              | 6                | 2                | 1                | 3                | 5                | 5                | 2020         | Inéligible   | Inéligible   | Inéligible   | Inéligible   | Inéligible   | Inéligible   | Inéligible   |
| 2022-2023 | B     | 3/4              | 6                | 2                | 2                | 2                | 8                | 7                | 2023         | Inéligible   | Inéligible   | Inéligible   | Inéligible   | Inéligible   | Inéligible   | Inéligible   |
| 2023-2024 | B     | 2/4              | 6                | 3                | 1                | 2                | 14               | 6                | 2024         | Inéligible   | Inéligible   | Inéligible   | Inéligible   | Inéligible   | Inéligible   | Inéligible   |
| 2024-2025 | B     | 1/4              | 6                | 6                | 0                | 0                | 27               | 4                | 2025         | Inéligible   | Inéligible   | Inéligible   | Inéligible   | Inéligible   | Inéligible   | Inéligible   |
| 2026-2027 | A     | /6               | 0                | 0                | 0                | 0                | 0                | 0                | 2027         | À venir      | À venir      | À venir      | À venir      | À venir      | À venir      | À venir      |
| Total     | Total | Total            | 24               | 13               | 6                | 7                | 54               | 22               | Total        | Total        | 0            | 0            | 0            | 0            | 0            | 0            |

### Parcours en Coupe caribéenne
- 1978 : Forfait au tour préliminaire
- 1979 : Non inscrit
- 1981 : Non inscrit
- 1983 : Non inscrit
- 1985 : Non inscrit
- 1988 : Non inscrit
- 1989 : Non inscrit
- 1990 : Non inscrit
- 1991 : 1er tour
- 1992 : Non inscrit
- 1993 : Tour préliminaire
- 1994 : Tour préliminaire
- 1995 : Tour préliminaire
- 1996 : Tour préliminaire
- 1997 : Forfait au tour préliminaire
- 1998 : Tour préliminaire
- 1999 : Tour préliminaire
- 2001 : Tour préliminaire
- 2005 : Forfait au tour préliminaire
- 2007 : 2d tour préliminaire
- 2008 : Non inscrit
- 2010 : 1er tour préliminaire
- 2012 : 1er tour
- 2014 : 2d tour préliminaire
- 2017 : 3e tour préliminaire

## Joueurs

### Grands joueurs
- Heinz Barmettler
- Tano Bonnín
- Mariano Díaz
- José Espinal
- Vinicio Espinal
- Peter Federico
- Junior Firpo
- Pablo Rosario

## Sélectionneurs
- Fortunato Quispe Mendoza (1967-1974)
- Ángel Botta (1974)
- Carlos Cabañés (1975)
- Bernhard Zgoll (1992)
- Juan José Carretero (1996)
- Juan Emilio Mojica (2000-2002)
- William Bennett (2004-2005)
- Ljubomir Crnokrak (2005–2007)
- Juan Emilio Mojica (2008)
- Clemente Hernández (2010-2015)
- José Eugenio Hernández[6] (2015)
- Juan Emilio Mojica[7] (2015) (intérim)
- Roberto Díaz Bernabé[8] (2015-2016)
- Juan Emilio Mojica (2017)
- Orlando Capellino[9] (2017-???)
- Iñaki Bea (2022-2023)
- Marcelo Neveleff[10] (2023-...)